# Tustin (Wisconsin)
Tustin – jednostka osadnicza w Stanach Zjednoczonych, w stanie Wisconsin, w hrabstwie Waushara.